# Zlatko Burić
Zlatko Buric, född 13 maj 1953 i Osijek, är en kroatisk skådespelare.
Buric har bland annat medverkat i TV-serierna Jana – Märkta för livet. Han har även medverkat i filmerna Triangle of Sadness och 2012.

## Filmer i urval
- 2000 – Hjälp! Jag är en fisk
- 2009 – 2012
- 2014 – 1864 (TV-serie)
- 2022 – Triangle of Sadness
- 2022 – Copenhagen Cowboy (TV-serie)
- 2023 – Jana – Märkta för livet (TV-serie)
- 2024 – Rumours